# Litwa na letnich igrzyskach olimpijskich
Reprezentacja Litwy na letnich igrzyskach olimpijskich po raz pierwszy wystartowała podczas igrzysk w 1924 roku. W latach 1940–1990 Litwa była częścią Związku Socjalistycznego Republik Radzieckich. W czasie igrzysk IO 1952 - IO 1988 sportowcy litewscy reprezentowali ZSRR. Ponownie jako niepodległe państwo Litwa wystartowała w 1992 roku.
Pierwszym litewskim mistrzem olimpijskim został Romas Ubartas, dyskobol, który zwyciężył podczas Letnich Igrzysk Olimpijskich 1992, natomiast pierwszą litewską mistrzynią olimpijską została Daina Gudzinevičiūtė, która wygrała rywalizację w strzelectwie - Trap kobiet podczas Letnich Igrzysk Olimpijskich 2000.
Indywidualnym multimedalistą litewskim jak dotąd jest dyskobol Virgilijus Alekna, który ma w swoim dorobku dwa tytuły mistrza olimpijskiego (2000 i 2004) i brązowy medal z Igrzysk w 2008 roku. Najbardziej udane stary na igrzyskach w sportach zespołowych zanotowała narodowa reprezentacja w koszykówce mężczyzn zdobywając trzy brązowe medale w 1992, 1996 i 2000 roku.

## Tabele medalowe
| Igrzyska              | Złoto | Srebro | Brąz | Razem |
| --------------------- | ----- | ------ | ---- | ----- |
| Paryż 1924            | 0     | 0      | 0    | 0     |
| Amsterdam 1928        | 0     | 0      | 0    | 0     |
| 1952 - 1988 jako ZSRR |       |        |      |       |
| Barcelona 1992        | 1     | 0      | 1    | 2     |
| Atlanta 1996          | 0     | 0      | 1    | 1     |
| Sydney 2000           | 2     | 0      | 3    | 5     |
| Ateny 2004            | 1     | 2      | 0    | 3     |
| Pekin 2008            | 0     | 2      | 3    | 5     |
| Londyn 2012           | 2     | 1      | 2    | 5     |
| Rio de Janeiro 2016   | 0     | 1      | 3    | 4     |
| Tokio 2020            | 0     | 1      | 0    | 1     |
| Razem                 | 6     | 7      | 13   | 26    |

| Igrzyska              | Mężczyźni | Kobiety | Razem | Dyscypliny |
| Paryż 1924            | 13        | 0       | 13    | 2          |
| Amsterdam 1928        | 11        | 1       | 12    | 4          |
| 1952 - 1988 jako ZSRR |           |         |       |            |
| Barcelona 1992        | 36        | 11      | 47    | 11         |
| Atlanta 1996          | 45        | 16      | 61    | 14         |
| Sydney 2000           | 40        | 21      | 61    | 15         |
| Ateny 2004            | 47        | 12      | 59    | 13         |
| Pekin 2008            | 44        | 27      | 71    | 16         |
| Londyn 2012           | 41        | 24      | 65    | 14         |
| Rio de Janeiro 2016   | 48        | 15      | 67    | 15         |
| Tokio 2020            | 24        | 15      | 39    | 13         |
| Razem                 | 325       | 141     | 495   |            |

Medale w poszczególnych dyscyplinach
| Dyscyplina           | Złoto | Srebro | Brąz | Razem |
| -------------------- | ----- | ------ | ---- | ----- |
| Lekkoatletyka        | 3     | 1      | 1    | 5     |
| Pięciobój nowoczesny | 1     | 3      | 1    | 5     |
| Strzelectwo          | 1     | 0      | 0    | 1     |
| pływanie             | 1     | 0      | 0    | 1     |
| Kajakarstwo          | 0     | 1      | 1    | 2     |
| Żeglarstwo           | 0     | 1      | 0    | 1     |
| Koszykówka           | 0     | 0      | 3    | 3     |
| Zapasy               | 0     | 0      | 2    | 2     |
| Boks                 | 0     | 0      | 1    | 1     |
| Kolarstwo            | 0     | 0      | 1    | 1     |
| Wioślarstwo          | 0     | 1      | 2    | 3     |
| Podnoszenie ciężarów | 0     | 0      | 1    | 1     |
| Razem                | 6     | 7      | 13   | 26    |